# Чейз, Мэри Эгнес
Мэ́ри Э́гнес Чейз (англ. Mary Agnes Chase, в девичестве — Ме́ррилл (Merrill); 1869—1963) — американская ботаник-самоучка, агростолог.

## Биография
Родилась 20 апреля 1869 года в округе Ирокой на востоке штата Иллинойс в семье Мартина Джона Меррилла и Мэри Кассиди. Училась в школе в Чикаго. В январе 1888 года Мэри вышла замуж за Уильяма Ингрэма Чейза, через год скончавшегося.
В 1890-х годах работала корректором в издании Inter-Ocean Newspaper, в свободное время посещала курсы по ботанике в Чикагском университете. В 1901 года Мэри Чейз была принята на работу ассистентом в Музей Филда. С 1903 года она работала ботаническим иллюстратором в Министерстве сельского хозяйства в Вашингтоне.
С 1907 года работала ассистентом Альберта Спира Хичкока, занималась изучением злаков. Путешествовала сначала по юго-востоку США, занимаясь сбором злаков, в 1913 году — по Пуэрто-Рико.
Чейз была одним из активных борцов за женское избирательное право. В январе 1915 года она была арестована за участие в сжигании напечатанных копий всех речей Вудро Вильсона о свободе. В августе 1918 года Чейз вновь оказалась в тюрьме за пикетирование Белого дома.
В 1922 году Мэри Эгнес ездила в Европу для изучения образцов злаков в европейских гербариях. С 1923 года она работала в должности ассистента в Министерстве сельского хозяйства.
В 1924 году начала активные полевые исследования флоры злаков Южной Америки, в 1929 году вновь ездила в Бразилию. После смерти А. С. Хичкока в 1935 году Чейз возглавила отделение систематики злаков Бюро фитоиндустрии Министерства сельского хозяйства.
В 1956 году Мэри Чейз была удостоена награды За заслуги перед Ботаническим обществом Америки. В 1958 году Иллинойсский университет присвоил ей почётную степень доктора.
Мэри Эгнес Чейз скончалась в Бетесде 24 сентября 1963 года в возрасте 94 лет.

## Некоторые научные работы
- Chase M. A. The North American species of Pennisetum (неопр.) // Contributions from the United States National Herbarium. — 1921. — Т. 22, № 4. — С. 209—234.
- Chase M. A. The North American species of Paspalum (неопр.) // Contributions from the United States National Herbarium. — 1929. — Т. 28, № 1. — С. 1—310.

## Роды растений, названные в честь Э. Чейз
- Chasechloa A.Camus, 1949